# Brau und Brunnen
Die Brau und Brunnen AG war ein deutscher Getränkekonzern mit Sitz in Dortmund. Er entstand 1972 durch Zusammenschluss der Schultheiss-Brauerei und der Dortmunder Union-Brauerei. Bis zur Umbenennung 1988 in Brau und Brunnen AG hieß das Unternehmen Dortmunder Union-Schultheiss Brauerei AG.
Bis in die 1990er-Jahre war Brau und Brunnen mit einem Absatz von über 15 Millionen Hektolitern der größte deutsche Getränkekonzern, allerdings sank bis 1999 der Absatz alkoholischer Getränke stetig. Ein weiterer Grund für die wirtschaftlichen Probleme der Brau und Brunnen AG lag darin, dass man im Jahre 1994 die Marke Jever zusammen mit der Bavaria-St. Pauli-Brauerei zu einem Preis von circa 800 Millionen D-Mark kaufte, der Marktwert aber später nur auf etwa 250 Millionen D-Mark beziffert wurde. Bereits 1995 schloss die Brau und Brunnen AG das Geschäftsjahr mit einem Minus von 180 Millionen D-Mark ab. Durch Fusionen und Übernahmen entstanden andere Getränke-Großkonzerne, die Brau und Brunnen unter Druck setzten. 1999 war das Unternehmen bereits auf Rang 4 der deutschen Getränkeproduzenten abgerutscht und schrieb dauerhaft rote Zahlen.
Die geplante Sanierung durch Stellenabbau scheiterte, da eine gleichzeitig angestrebte Fusion mit der Schörghuber Unternehmensgruppe vom damaligen Brau und Brunnen-Hauptaktionär, der Bayerischen Hypo- und Vereinsbank AG, verhindert wurde. Anfang 2002 kündigte Cadbury Schweppes das mit Brau und Brunnen betriebene Joint Venture, die Hamburger Apollinaris & Schweppes GmbH. In der Folge konnten die Verluste aus der Biersparte nicht mehr durch Gewinne im Geschäft mit Erfrischungsgetränken kompensiert werden, im Jahr 2003 wurden daher Verhandlungen mit mehreren Interessenten über einen Kauf des Unternehmens geführt. Im Jahr 2004 wurde der Konzern durch Ankauf des Aktienpakets der HypoVereinsbank durch den Oetker-Konzern für 220 Millionen Euro Teil der Radeberger Gruppe.

## Brauereien und Biermarken
Mit Stand 1995/96 gehörten zu Brau und Brunnen:
- Elbschloss-Brauerei, Hamburg (Ratsherrn)
- Bavaria-St. Pauli-Brauerei, Hamburg (Astra (Bier))
- Brauerei Brinkhoff GmbH, Dortmund
  - Brinkhoff’s
  - Dortmunder Union-Ritter Brauerei GmbH, Dortmund
  - Dortmunder Ritter Brauerei
  - Dortmunder Union-Brauerei
  - Brauerei Iserlohn AG
- Brauerei Carl Bremme GmbH & Co KG, Wuppertal-Barmen
- Brauerei Schlösser GmbH, Düsseldorf (Schlösser Alt)
- Friesisches Brauhaus zu Jever GmbH & Co. KG, Jever
- Kölner Verbund Brauereien GmbH & Co KG, Köln
  - Gilden Kölsch
  - Küppers Kölsch
  - Kurfürsten Kölsch
  - Peters Kölsch
  - Sester Kölsch
  - Sion Kölsch
- Einbecker Brauhaus (Einbecker und Göttinger)
- Berliner-Schultheiss-Brauerei GmbH, Berlin
  - Berliner Pilsner
  - Schultheiss
  - Engelhardt
  - Spitzkrug
  - Aecht Patzenhofer
- Leipziger Brauhaus zu Reudnitz GmbH, Leipzig (Reudnitzer und Sternburg)
- Tivoli brands & drinks GmbH, Dortmund

- Brauerei Ursus, Cluj, Rumänien
- Brauerei Pitber, Pitesti, Rumänien
- Brauerei Okocim, Brzesko, Polen

- Apollinaris
- Schweppes
- Sinziger Mineralbrunnen
- Schwarzwald Sprudel
- Spreequell Mineralbrunnen
- Tucher Bräu GmbH, Nürnberg (ab 2003)
- Thüringer Waldquell Mineralbrunnen
- Wicküler-Brauerei